# Apple Magic Mouse

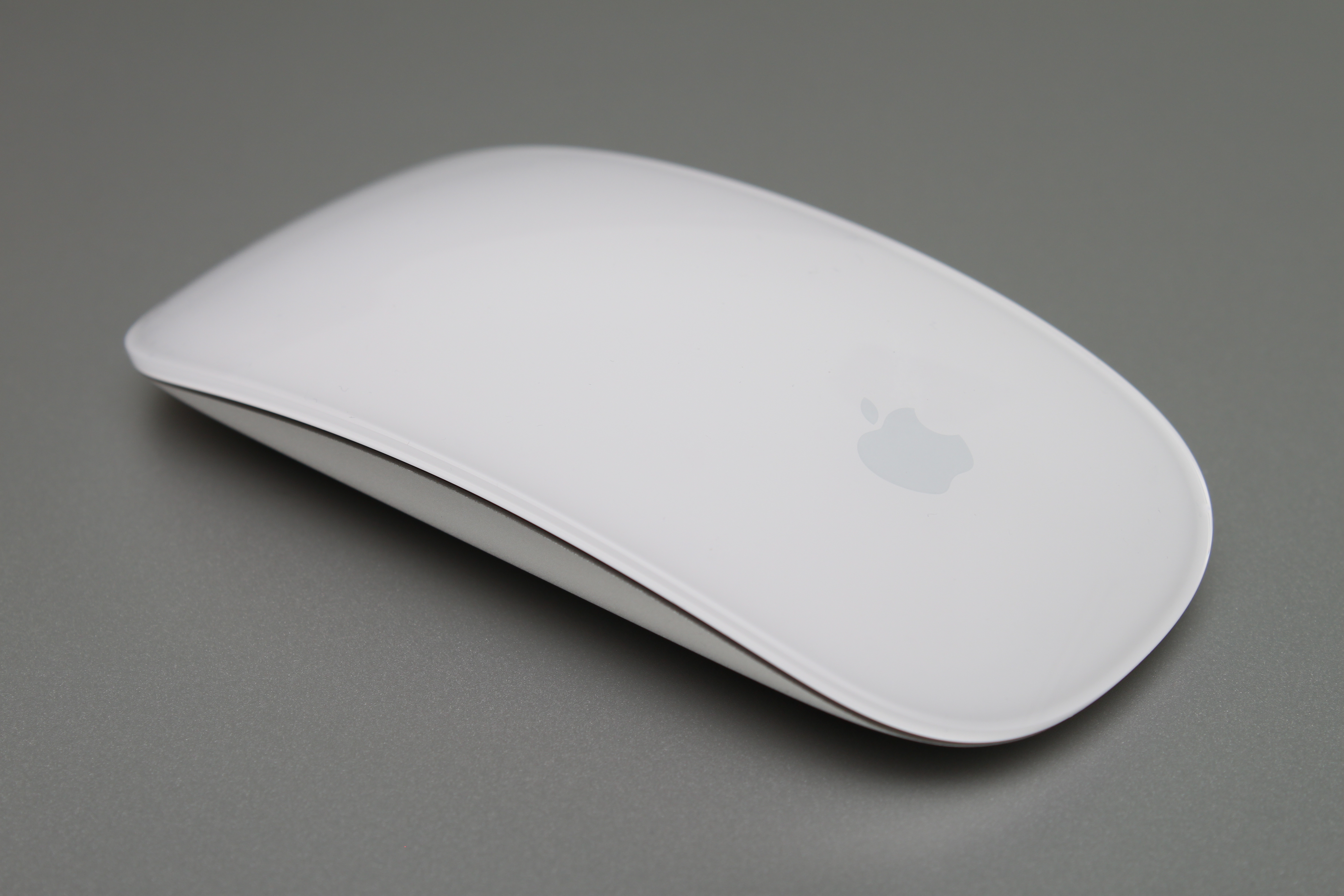
Mysz Apple Magic Mouse

Apple Magic Mouse – mysz komputerowa Multi-Touch firmy Apple zaprezentowana 20 października 2009.
Mysz wymaga systemu Mac OS X w wersji 10.5.8 lub 10.6.1 lub nowszej i Bluetooth. Wymagane jest także uaktualnienie Wireless Mouse Software Update 1.0. Może być skonfigurowana dla osób leworęcznych lub praworęcznych. Zastosowano w niej diodę laserową zamiast diody świecącej, co zwiększa czułość myszy w stosunku do myszy starszych generacji. Cała górna powierzchnia myszy jest jednym przyciskiem i reaguje na gesty Multi-Touch (gesty jednym lub dwoma palcami przy oprogramowaniu producenta i do czterech przy dodatkowej wtyczce).